# Liste des paroisses de Göteborg
 (avril 2023).
Si vous disposez d'ouvrages ou d'articles de référence ou si vous connaissez des sites web de qualité traitant du thème abordé ici, merci de compléter l'article en donnant les références utiles à sa vérifiabilité et en les liant à la section « Notes et références ».
Ceci semble avoir la prétention d'être une liste des paroisses de l'église de Suède à Göteborg, à une date indéfinie.
Domprosteriet
- Domkyrkoförsamlingen i Göteborg
- Göteborgs Annedals församling
- Göteborgs Haga församling
- Göteborgs Johannebergs församling
- Göteborgs Masthuggs församling
- Göteborgs Oscar Fredriks församling
- Göteborgs Vasa församling
- Tyska Christinae församling i Göteborg

Hisings kontrakt
- Backa församling
- Biskopsgårdens församling
- Björlanda församling
- Brunnsbo församling
- Brämaregårdens församling
- Bäckebols församling
- Lundby församling
- Rödbo församling
- Säve församling
- Torslanda församling
- Tuve församling
- Öckerö församling

Nylöse kontrakt
- Angereds församling
- Bergsjöns församling
- Bergums församling
- Björkekärrs församling
- Gunnareds församling
- Göteborgs S:t Pauli församling
- Härlanda församling
- Kortedala församling
- Nylöse församling
- Örgryte församling

Älvsborgs kontrakt
- Askims församling
- Göteborgs Carl Johans församling
- Högsbo församling
- Näsets församling
- Styrsö församling
- Tynnereds församling
- Västra Frölunda församling
- Älvsborgs församling